# IEEE 802.11e
IEEE 802.11e è uno standard MAC della famiglia IEEE 802.11, nato per supportare servizi telematici a qualità (Quality of Service, QoS) differenziata. Esso prevede quattro differenti Access Category (AC) a priorità decrescente: AC_VO, AC_VI, AC_BE, AC_BK, rispettivamente introdotte per gestire applicazioni VoIP (o real-time), video, best effort, e traffico di background. A ciascuna di queste AC, nei nodi della WLAN, viene associata una coda di pacchetti dedicata, da servire in base alla priorità della AC di appartenenza.
La differenziazione del servizio offerto a ciascuna AC viene gestita per mezzo di un nuovo protocollo di accesso multiplo denominato Hybrid Coordination Function (HCF). Esso si basa su due meccanismi distinti e complementari, denominati rispettivamente: Enhanced distributed channel access (EDCA) e HCF controlled channel access (HCCA).
EDCA è una semplice variante della Distributed Coordination Function (DCF, proposta nello standard 802.11 legacy) ed implementa un algoritmo di accesso multiplo di tipo CSMA/CA parametrizzato ad hoc per ciascuna AC. In particolare, per ciascuna delle quattro AC sono definiti in maniera differenziata i parametri del relativo algoritmo di accesso multiplo CSMA/CA in modo che il servizio risultante sia in linea con la graduazione delle priorità previste nello standard. I parametri soggetti a differenziazione sono l'ampiezza della Contention Window e gli Inter-Frame Space, i quali influenzano i tempi di attesa medi di accesso al canale condiviso. Quindi le AC a priorità più elevata utilizzeranno Contention Window e Inter-Frame Space più piccoli.
HCCA, invece, è un meccanismo basato sulla mediazione di un coordinatore centralizzato definito Hybrid Coordinator (HC). Esso può interrogare i dispositivi della WLAN garantendo ad essi (per intervalli di durata limitata) accesso al canale privo di collisioni. In questo modo, risulta più semplice garantire limiti prestazionali sul ritardo di consegna dei pacchetti.